# Harvard Park
Harvard Park est un quartier de la ville de Los Angeles, dans l'État de Californie.

## Présentation
Le quartier se situe dans la région de South Los Angeles.

## Démographie
Le Los Angeles Times considère le quartier comme modérément diverse du point de vue ethnique, 48,4 % de la population étant  afro-américaine, 48,2 % hispanique, 1,1 % blanche non hispaniques, 0,6 % asiatique, et 1,7 % appartenant à une autre catégorie ethno-raciale.